# Толуака (вулкан)
Толуака — стратовулкан, расположенный на границе между регионами Био-Био и Араукания на юге Чили. Вулкан сформировался в результате ледниковой эрозии, которая контрастирует с относительно гладкими склонами его соседа Лонкимай из-за более молодого возраста последнего.
Вулкан доминирует над пейзажами национального парка Толуака, но на самом деле находится за его пределами. Склоны вулкана покрыты лесом, где преобладают араукарии. Рядом расположено множество небольших озер, известных как лагуны.